# Katharina von Spaur
Katharina von Spaur, Pflaum und Valör (* 1580; † 1650 in Biberach an der Riß), auch Katharina von Spaur, Pflaum und Vallier genannt, war ab 1610 als Katharina II. die 27. Fürstäbtissin des freiweltlichen Damenstifts Buchau im heutigen Bad Buchau am Federsee.

## Familie
Katharina von Spaur war die Tochter des Leo von Spaur. Die Spaur waren ein schon im 12. Jahrhundert bezeugtes Adelsgeschlecht aus Tirol. Sie hatte drei Schwestern. Die jüngere Maria Clara, Äbtissin von Essen, Anna Genevra, Äbtissin von Sonnenberg und Veronica, als Stiftsdame in Buchau erwähnt 1605, später verheiratet mit dem Grafen Alwig von Sulz. Ihr Bruder Leo II. von Spaur war zunächst Oberst im kaiserlichen Heer, Erbschenk von Tirol und später Tiroler Landeshauptmann.

### Im Stift

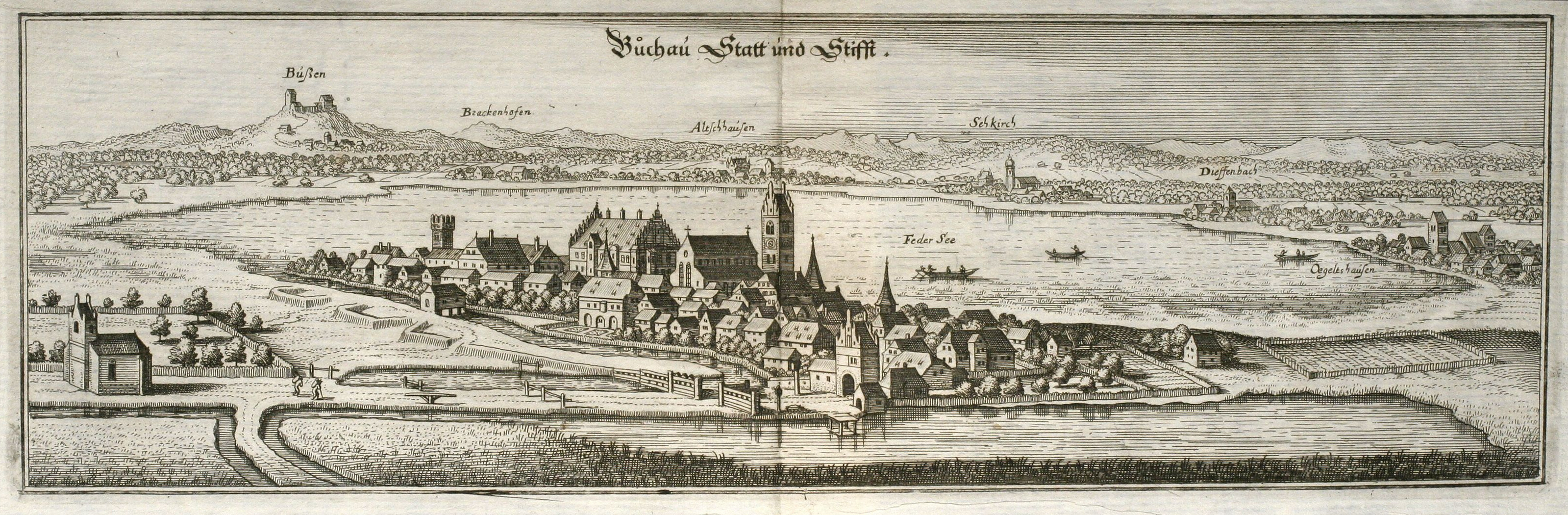
Stadt und Stift Buchau in der 1. Hälfte des 17. Jahrhunderts

Im September 1594 trat sie über Zeil kommend, aufgrund einer Empfehlung von Truchseß Christoph von Waldburg-Zeil, in das Stift ein. Ihre Wahl zur Äbtissin erfolgte am 7. Juni 1610. Die Bestätigung der Wahl erfolgte am 14. Juli 1610. Die Weihe wurde immer wieder verschoben, weil der damalige Bischof von Konstanz Jakob Fugger von ihr eine Examination verlangte, die sie nur unter Protest über sich ergehen ließ. Die Weihe erfolgte am 21. November 1610.
Diesem Verhalten blieb Spaur, gegenüber den über ihr gestellten Personen Bischof, Erzherzog von Österreich und dem Grafenkollegium während ihrer gesamten Amtszeit, treu. Innerhalb des Stift fiel sie durch eine eigenwillige Gestaltung der Wirtschaftsführung auf. Auch wurde es ihr von den anderen Kanonikerinnen verübelt, dass ihr Bruder Christoph mit umfangreichem Gesinde innerhalb des Stifts bei einem Besuch Wohnung bezogen hatte. Ihre Kritikerinnen versammelten sich hinter Dorothea von Mörsberg und dem Sekretär Gabriel Leuthold.

### Dreißigjähriger Krieg
Zunächst kamen ihr ihre Beziehungen zum kaiserlichen Heer über die Position ihres Bruders zugute. Mit der Dauer des Krieges wurde die Unterscheidung der Kriegsparteien, für die Bewohner der Kriegsgebiete in Freund und Feind, immer schwerer. So zog auch das kaiserliche Heer auf Nahrungssuche des Öfteren plündernd durch Oberschwaben. So sah sie sich im Jahre 1628 gezwungen, an den Hof nach Wien zu reisen, um dort persönlich beim Kaiser Protest gegen die Umtriebe des Heeres einzulegen. In den Briefen findet sich sogar ein Plan Wallenstein, den Oberbefehlshaber des kaiserlichen Heeres zu beseitigen. Im Jahre 1632 floh sie mit dem Konvent und Vieh nach Rapperswil und verblieb dort ein Jahr. Am Ende ihres Aufenthaltes stiftete sie der Bürgergemeinde einen silbervergoldeten Becher mit der Inschrift „1633 C.A.Z.B.Z.S“ (Catharina Äbtissin zu Buchau zu Spaur). Immer wieder drehten sich die Themen ihrer Korrespondenz mit dem Hof in Wien, Grafenkollegium oder Bischof von Konstanz um die Verschonung des Stiftsgebietes, in dem mal mehr oder weniger Krieg, Seuchen oder Hungersnöte herrschten.
In den Jahren 1643/45 bat sie um Wohnsitzverlegung nach Biberach, wo sie im Jahre 1648 erkrankte und im Frühjahr 1650 starb. Es findet sich von ihr kein Epitaph in der Stiftskirche.